# Ассинибойн (гора)
Ассинибо́йн (англ. Mount Assiniboine) — пирамидальная гора, расположенная на Американском континентальном водоразделе на границе канадских провинций Альберта и Британская Колумбия. Высота составляет 3618 м над уровнем моря (4-я по высоте гора Альберты). Из-за внешнего сходства с горой Маттерхорн, расположенной на границе Швейцарии и Италии, её также называют «Канадским Маттерхорном».
Своё название гора Ассинибойн получила в 1885 году: канадский геолог и географ Джордж Доусон, разглядывая её со склона горы Коппер, увидел шлейф из облаков, тянущийся от вершины, что напомнило ему шлейфы дыма, исходящего из типи индейцев ассинибойн.
Гора Ассинибойн расположена на границе провинциального парка Маунт-Ассинибойн в Британской Колумбии и национального парка Банф в Альберте. В парках отсутствуют автодороги, поэтому добраться до горы можно лишь в ходе шестичасового пешего или конного похода, либо на вертолёте.

## Восхождение
Первое восхождение на гору было совершено в 1901 году Джеймсом Оутрамом, Кристианом Боуреном и Кристианом Хаслером. В 1925 году Лоуренс Грасси стал первым человеком, поднявшимся на вершину в одиночку. 27 августа 2001 года внучка Боурена Лонни в составе команды из четырёх человек также взобралась на гору, тем самым отпраздновав 100-летний юбилей первого восхождения.

## В культуре
Гора Ассинибойн изображена на одноименном пейзаже знаменитого американского художника Рокуэлла Кента.